# Борба (вестник на НЛП)
Вижте пояснителната страница за други значения на Борба.
„Борба“ е български вестник, орган на Националлибералната партия в Кюстендил.
Вестникът излиза от 3 април 1932 г. до 26 март 1933 г. в 10 броя. Редактор: Д.Захариев; бр.3 и 10 се редактират от редакционен комитет. Печата се в печатниците „Зора“ и „Труд“ в Кюстендил. Тираж 1000 броя.